# 瓦赖涅
瓦赖涅（法語：Varaignes，法語發音：[vaʁɛɲ]）是法国多尔多涅省的一个市镇，位于该省北部偏西，属于农特龙区。

## 地理
瓦赖涅（45°35'53"N, 0°31'51"E）面积16.6 平方千米，位于法国新阿基坦大区多爾多涅省，该省份为法国西南部内陆省份，是法國本土面积第三大的省，大致对应佩里戈尔地区，北起顺时针与夏朗德省、上维埃纳省、科雷兹省、洛特省、洛特-加龙省、吉倫特省和滨海夏朗德省接壤。
与瓦赖涅接壤的市镇（或旧市镇、城区）包括：埃穆捷、弗亚德、蒙布龙、苏夫里尼亚克、雅韦拉克和拉沙佩勒圣罗贝尔、泰雅、苏达。

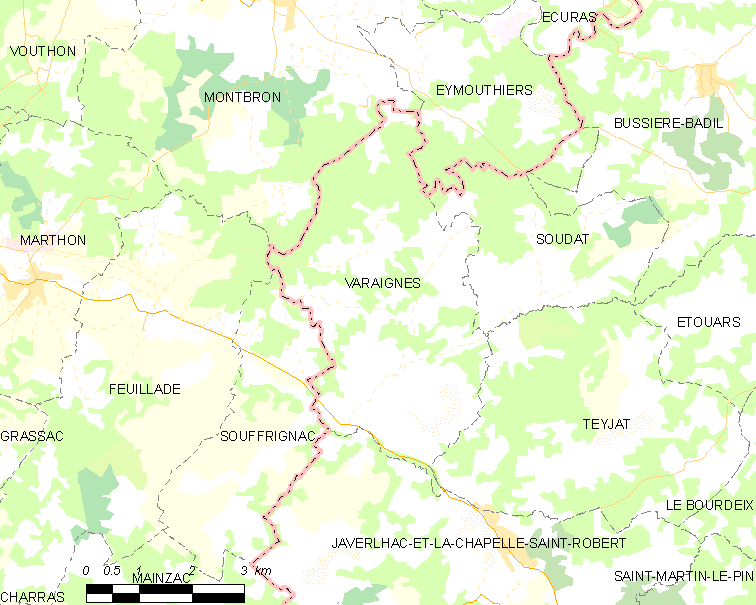
瓦赖涅的OSM定位图

瓦赖涅的时区为UTC+01:00、UTC+02:00（夏令时）。

## 行政
瓦赖涅的邮政编码为24360，INSEE市镇编码为24565。

## 政治
瓦赖涅所属的省级选区为农特龙绿色佩里戈尔县。

## 人口

1962-2008年间瓦赖涅人口变化图示

瓦赖涅于2022年1月1日时的人口数量为357人。